# 레테자트산맥

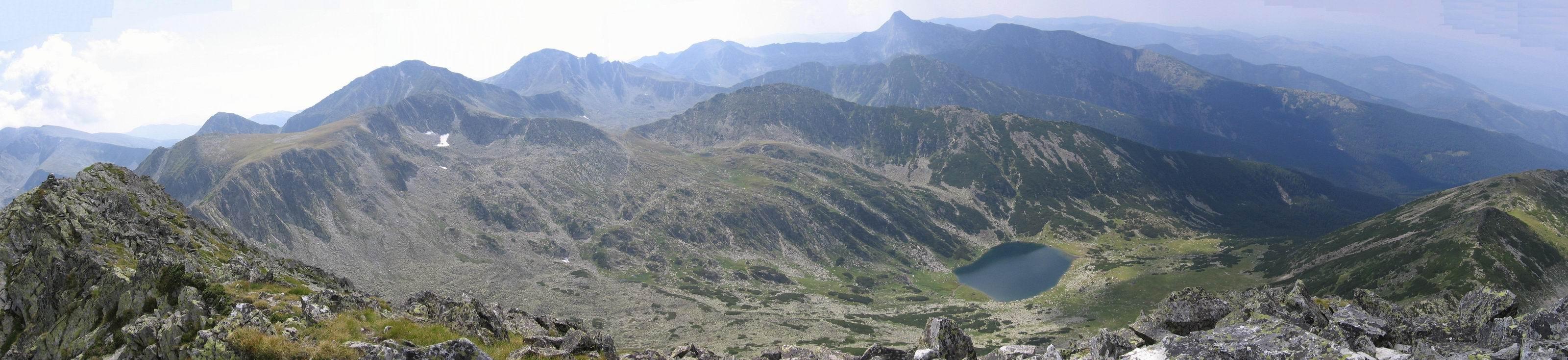
레테자트산맥

레테자트산맥(루마니아어: Munţii Retezat)은 루마니아의 산맥으로, 트란실바니아알프스산맥의 일부를 이룬다. 제일 높은 봉은 펠레아가봉으로, 2,509m이다. 이 외에 잘 알려진 봉으로는 파푸샤봉, 레테자트봉이 있다.